# Rondje Rotterdam

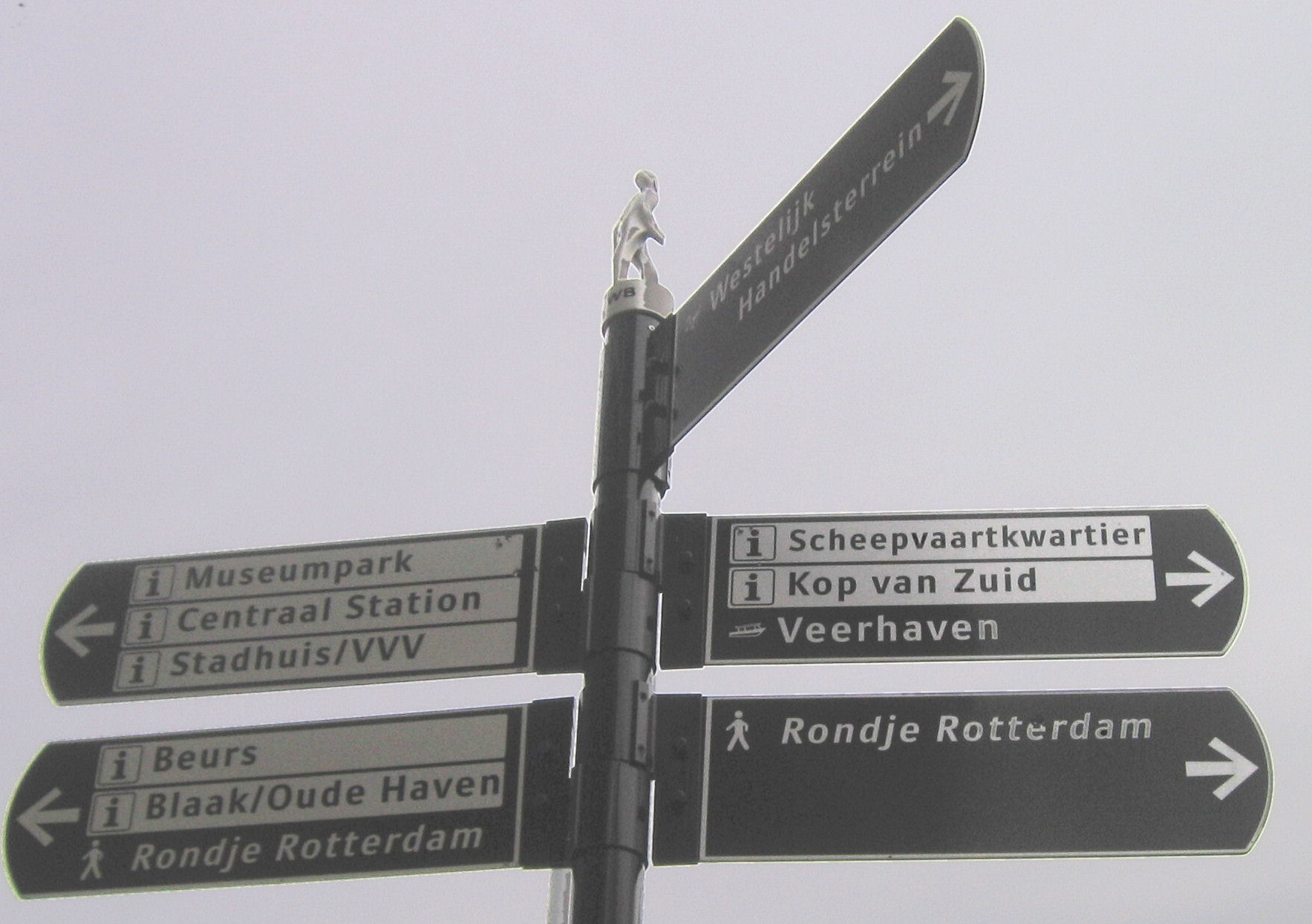
Bewegwijzering van Rondje Rotterdam.

Rondje Rotterdam is een ludieke stadstoer met Rotterdamse entertainers en een stadswandeling in Rotterdam van ongeveer 10 kilometer lang. De wandeling kent geen verschillende etappes. De route is speciaal bedoeld voor mensen van buiten de stad. De route is opgezet langs verschillende bekende bezienswaardigheden en winkelstraten.
De route loopt langs veel metrostations, waardoor men eerder kan stoppen of een deel kan overslaan.

## Route
De route begint op het Stationsplein en loopt via het Schouwburgplein naar de Koopgoot. Vanaf daar gaat de route langs de Kubuswoningen en maakt ze een rondje om de Oude Haven, waarna men naar de Leuvehaven loopt. Vervolgens gaat men via de Veerhaven langs de Euromast en via Het Park over de Westersingel terug naar het Stationsplein.
Een gratis routeboekje met achtergrondinformatie over bezienswaardigheden was te vinden in de VVV  in Rotterdam of via internet. De route was ook op ANWB-borden aangegeven.
Sinds 2014 is Rondje Rotterdam tevens een ludieke stadstoer onder leiding van bekende Rotterdamse artiesten, met onder meer Simon Stokvis, Joris Lutz en anderen. Deze vermakelijke rondleiding in touringcar is landelijk bekend en een buitengewoon populaire wijze om Rotterdam te verkennen. De route voert overwegend via Rotterdam Zuid naar Delfshaven om vervolgens via het centrum van de stad weer te eindigen bij het SS Rotterdam.

## Routes in Rotterdam
- Erasmuspad
- Jeneverpad
- Pad op Zuid
- Ton Markesepad